# Skye McCole Bartusiak
Skye McCole Bartusiak (Houston, Texas; 28 de septiembre de 1992-ibídem, 19 de julio de 2014) fue una actriz de teatro, cine y televisión estadounidense.

## Vida y carrera
Nació en Houston (Texas), radicando ahí mismo con sus padres Raymond Donald Bartusiak y Helen McCole hasta su muerte. Asistió al St. Thomas the Apostle Episcopal para su educación primaria.[cita requerida]
Realizó su primer papel en El patriota, protagonizada por Mel Gibson en 2000. Luego interpretó a la joven Marilyn Monroe en la miniserie para televisión Blonde y Don't Say a Word al lado de Michael Douglas y Brittany Murphy, ambos en 2001. También interpretó a la joven Charlie McGee en la secuela de Firestarter, Firestarter: Rekindled y a Megan Matheson en la serie de televisión 24.
Hizo una aparición en el cortometraje The Vest en 2003 e interpretó la parte de The Girl en Once Not Far from Home en 2005. También incursionó en teatro, participando en The Miracle Worker al lado de Hilary Swank el cual tuvo dos semanas de funciones en el Charlotte Theatre en Carolina del Norte.
En 2003, regresó a un período de drama con Love Comes Softly y un año después interpretó a la joven Jackie en Against the Ropes al lado de Meg Ryan. Uno de sus papeles más fuertes[cita requerida] ha sido como Franny Roberts en la película de terror Boogeyman. En 2005, participó en el episodio The Kids en un hospital como parte de la serie de drama House y tomó el papel principal como Sunshine en la película Kill Your Darlings, acerca de un adolescente con problemas que va a tomar medidas extremas para llamar la atención de su padre psiquiatra.

## Fallecimiento
Los portales web sobre celebridades TMZ y Variety reportaron el 19 de julio de 2014, que McCole Bartusiak fue encontrada muerta en su apartamento, justo detrás de la casa de sus padres en Houston, Texas. La madre de Skye dijo a CNN y a Associated Press que la encontró su novio, sentada en su cama y que ella había estado sufriendo ataques de epilepsia, lo que pudo desempeñar un papel en su muerte. En efecto; el equipo de Variety dijo que "murió dormida" y su fallecimiento se debió a una sobredosis de los medicamentos que tomaba contra esa enfermedad.

## Filmografía
| Año  | Título                                                     | Personaje                    | Observaciones      |
| ---- | ---------------------------------------------------------- | ---------------------------- | ------------------ |
| 1999 | Las reglas de la casa de la sidra                          | Hazel                        |                    |
| 1999 | Witness Protection                                         | Suzie Batton                 | Telefilm           |
| 2000 | The Prophet's Game                                         | Adele Highsmith (niña)       |                    |
| 2000 | El patriota                                                | Susan Martin                 |                    |
| 2000 | The Darkling                                               | Casey Obold                  | Telefilm           |
| 2001 | Blonde                                                     | Joven Norma Jeane Baker      | Telefilm           |
| 2001 | Don't Say a Word                                           | Jessie Conrad                |                    |
| 2001 | Riding in Cars with Boys                                   | Amelia - A la edad de 8 años |                    |
| 2001 | The Affair of the Necklace                                 | Dove                         | Escenas eliminadas |
| 2002 | Flashpoint                                                 | Lizzie                       |                    |
| 2002 | Firestarter: Rekindled                                     | Joven Charlie McGee          | Telefilm           |
| 2002 | Beyond the Prairie: The True Story of Laura Ingalls Wilder | Rose Wilder                  | Telefilm           |
| 2003 | The Vest                                                   | Sara                         | Cortometraje       |
| 2003 | Love Comes Softly                                          | Missie Davis                 | Telefilm           |
| 2004 | Against the Ropes                                          | Little Jackie                |                    |
| 2005 | Boogeyman                                                  | Franny                       |                    |
| 2006 | Kill Your Darlings                                         | Sunshine                     |                    |
| 2006 | Once Not Far from Home                                     | The Little Girl              | Cortometraje       |
| 2006 | Razor Sharp                                                | Isis/Ice-6                   | Cortometraje       |
| 2008 | A Fix                                                      | Natalie Coleman              | Cortometraje       |
| 2008 | Pineapple                                                  | Alex                         |                    |
| 2009 | American Primitive                                         | Daisy Goodhart               |                    |
| 2011 | Good Day for It                                            | Rachel                       |                    |
| 2012 | Twelve Hungry Men                                          | Jesse                        | Cortometraje       |
| 2012 | Dr. Oscar Griffith: Hollywood Psychiatrist                 | The Pop Star/Rachel          | Cortometraje       |
| 2012 | Sick Boy                                                   | Lucy                         |                    |

| Año       | Título                            | Personaje         | Observaciones                                             |
| --------- | --------------------------------- | ----------------- | --------------------------------------------------------- |
| 1999      | Storm of the Century              | Pippa Hatcher     | 4 episodios                                               |
| 1999      | JAG                               | Rachel Sherkston  | 1 episodio ("Shakedown")                                  |
| 1999      | Judging Amy                       | Marcy Noble       | 1 episodio ("Presumed Innocent")                          |
| 2000      | Providence                        | Jessie            | 1 episodio ("Taking a Chance on Love")                    |
| 2000      | Frasier                           | Girl with Drawing | 1 episodio ("The Three Faces of Frasier")                 |
| 2000      | Law & Order: Special Victims Unit | Jennifer          | 1 episodio ("Legacy")                                     |
| 2001      | Touched by an Angel               | Sarah             | 1 episodio ("The Birthday Present")                       |
| 2002-2003 | 24                                | Megan Matheson    | 8 episodios                                               |
| 2004      | George Lopez                      | L'il Bit          | 2 episodios ("The Simple Life" and "Trouble in Paradise") |
| 2005      | House                             | Mary Carroll      | 1 episodio ("Kids")                                       |
| 2005      | Lost                              | Young Kate        | 1 episodio ("Born to Run") Voz No acreditada              |
| 2005      | CSI: Crime Scene Investigation    | Susan Lester      | 1 episodio ("Bite Me")                                    |
| 2007      | Close to Home                     | Amber             | 1 episodio ("Fall from Grace")                            |

| Año  | Título                            |
| ---- | --------------------------------- |
| 2011 | University of Penn Relay Carnival |